# Openbare verhoren van de parlementaire enquête naar aardgaswinning Groningen
De parlementaire enquête naar aardgaswinning Groningen heeft als onderdeel van hun onderzoek zeventig verhoren gevoerd. De verhoren vonden plaats van 27 juni 2022 tot en met 1 juli 2022 en tussen 29 augustus 2022 en 14 oktober 2022.
Nederlandse staatsburgers zijn verplicht desgevraagd deel te nemen aan een verhoor van een parlementaire enquête. Joost Van Roost, topman van ExxonMobil in de Benelux van 2000 tot 2017, weigerde deelname aan verhoor en kon als Belg niet gedwongen worden.

## Week 1
De eerste week van verhoren vond plaats van 27 juni tot 1 juli. In de eerste week van de verhoren wilde de commissie "als een soort inleiding [...] onder meer laten zie[n] wat de gaswinning voor Nederland heeft betekend".
- Herman de Muinck (Gedupeerde)
- Sijbrand Nijhoff (Gedupeerde)
- Susan Top (Secretaris Groninger Gasberaad)
- Hans de Waal (Shell en later Staatstoezicht op de Mijnen)
- Hans Roest (Staatstoezicht op de Mijnen)
- Peter van der Gaag (Onafhankelijk Geologen Platform)
- George Verberg (Ministerie van Economische Zaken en later Gasunie)
- Annemarie Jorritsma (Minister van Economische Zaken van 1998 tot 2002)
- Pieter Dekker (Shell)
- Johan de Haan (NAM)
- Tom Postmes (Hoogleraar Sociale Psychologie)
- Annemarie Heite (Gedupeerde)

## Week 2
De tweede week van verhoren vond plaats van 29 augustus tot 2 september.
- Albert Rodenboog (Burgemeester van Loppersum)
- Annemarie Muntendam-Bos (TNO en later Staatstoezicht op de Mijnen)
- Bernard Drost (KNMI)
- Jaap Breunese (TNO)
- Jan de Jong (Staatstoezicht op de Mijnen)
- Bart van de Leemput (NAM)
- Stan Dessen (Ministerie van Economische Zaken en later GasTerra en Energie Beheer Nederland)
- Jos de Groot (Ministerie van Economische Zaken)
- Maxime Verhagen (Minister van Economische Zaken, Landbouw en Innovatie van 2010 tot 2012)
- Anton Broenink (ExxonMobil en later GasTerra)
- Gertjan Lankhorst (Ministerie van Economische Zaken en later GasTerra, Vereniging voor Energie, Milieu en Water)

## Week 3
De derde week vond plaats van 5 tot 9 september.
- Max van den Berg (Commissaris van de Koning(in) in Groningen)
- Jacques Wallage (Dialoogtafel Groningen)
- Jelle van der Knoop (Groninger Bodem Beweging)
- Jan van Elk (NAM)
- Gerald Schotman (NAM)
- Mark Dierikx (Ministerie van Economische Zaken)
- Dick Benschop (Shell Nederland)
- Jeroen Dijsselbloem (Minister van Financiën van 2012 tot 2017)
- Henk Kamp[a] (Minister van Economische Zaken van 2012 tot 2017)

## Week 4
De vierde week vond plaats van 12 tot 16 september. 
- Melissa Dales (Geestelijk verzorger)
- Jan Emmo Hut (Centrum Veilig Wonen)
- Liesbeth van Tongeren (Tweede Kamerlid voor GroenLinks van 2010 tot 2018)
- Jan Vos (Tweede Kamerlid voor PvdA van 2012 tot 2017)
- René Leegte (Tweede Kamerlid voor VVD van 2010 tot 2015)
- William Moorlag (Gedeputeerde Groningen van 2009 tot 2015)
- Willem Meiborg (Energeo)
- Pieter Schulting (Arbiter Bodembeweging)

## Week 5
De vijfde week vond plaats van 26 tot 30 september. 
- Frouke Postma-Doornbos (Gedupeerde)
- Eelco Eikenaar (Gedeputeerde van provincie Groningen van 2015 tot en met 2019)
- Anita Wouters (Ministerie van Economische Zaken en Klimaat)
- Harry van der Meijden (Staatstoezicht op de Mijnen)
- Maarten Camps (Secretaris-generaal van ministerie van Economische Zaken en Klimaat)
- Hans Alders (Commissaris van de Koningin in Groningen  van 1996 tot en met 2007, Nationaal Coördinator Groningen van 2015 tot en met 2018)
- Bas Kortmann ((Vice)voorzitter van Tijdelijke Commissie Mijnbouwschade Groningen van 2018 tot en met 2020, voorzitter van Instituut Mijnbouwschade Groningen van 2020 tot en met 2023)
- Peter Spijkerman (Nationaal Coördinator Groningen van 2018 tot en met 2022)
- Chris Kuijpers (Ministerie van Binnenlandse Zaken en Koninkrijksrelaties)
- Kajsa Ollongren (Minister van Binnenlandse Zaken en Koninkrijksrelaties van 2017 tot en met 2022)

## Week 6
De zesde week vond plaats van 3 tot 7 oktober. 
- Geert-Jan ten Brink (Burgemeester van Slochteren van 2011 tot en met 2017, dijkgraaf van waterschap Hunze en Aa's)
- Bart Jan Hoevers (Ministerie van Financiën en later Gasunie)
- Henk Kamp[a] (Minister van Economische Zaken van 2012 tot 2017)
- Wouter Raab (Ministerie van Financiën)
- Sandor Gaastra (Ministerie van Economische Zaken en Klimaat)
- Filip Schittecatte (Esso Nederland)
- Marjan van Loon (Shell Nederland)
- Jan Willem van Hoogstraten (Energie Beheer Nederland)
- Rolf de Jong (Esso Nederland)
- René Paas (Commissaris van de Koning sinds 2016)

## Week 7
De zevende week vond plaats van 10 tot 14 oktober. 
- Eric Wiebes (Minister van Economische Zaken en Klimaat van 2017 tot en met 2021)
- Wopke Hoekstra (Minister van Financiën van 2017 tot en met 2022)
- Johan Atema (Directeur NAM sinds 2018)
- Stef Blok (Minister voor Wonen en Rijksdienst van 2012 tot en met 2017, minister van Economische Zaken en Klimaat van 2021 tot en met 2022)
- Hans Vijlbrief (Staatssecretaris Mijnbouw sinds 2022)
- Ben van Beurden (CEO Shell sinds 2014)
- Mark Rutte (Minister-president sinds 2010)
- Theodor Kockelkoren (Inspecteur-generaal der Mijnen sinds 2018)
- Margrite Kalverboer (Kinderombudsman)